# Dendronephthya uliginosa
Dendronephthya uliginosa is een zachte koraalsoort uit de familie Nephtheidae. De koraalsoort komt uit het geslacht Dendronephthya. Dendronephthya uliginosa werd in 1906 voor het eerst wetenschappelijk beschreven door Thomson & Henderson. 